# American Bridge Company
American Bridge Company, abgekürzt AB, ist ein US-amerikanisches, privat geführtes Bauunternehmen mit Firmensitz in den Vereinigten Staaten, das heute auf die Errichtung von Brücken und Wasserbauten spezialisiert ist. Der Hauptsitz ist in Coraopolis, Pennsylvania, einem Vorort von Pittsburgh.

## Geschichte
Die American Bridge Company ging aus einer von J. P. Morgan veranlassten Fusion von 28 Bauunternehmen hervor. Die Gesellschaft wurde kurz nach ihrer Gründung 1901 in den ebenfalls von Morgan aufgebauten Konzern US Steel eingegliedert. Dadurch war die Grundlage geschaffen, dass der Stahl der Mutterhauses für große Infrastrukturprojekte wie Brücken, Gebäude und Militäranlagen zum Einsatz kam. American Bridge Company war maßgeblich am Eisenbahnbau in den Vereinigten Staaten, Venezuela, Kenia, Brasilien, Norwegen, Korea, Panama, Peru, Mexiko, Japan, Kolumbien, Guatemala und den Philippinen beteiligt. Alleine für den Bau der New York City Subway lieferte die American Bridge Company zwischen 1913 und 1931 607.000 t Stahlteile.
Während des Zweiten Weltkriegs baute die American Bridge Company 119 Panzerlandungsschiffe sowie Teile für 12 Flugzeugträger. Außerdem produzierte das Unternehmen Baustahl für Flugzeuge und Verteidigungsanlagen.
In den Nachkriegsjahren war die American Bridge Company am Bau des Kennedy Space Center und den Anlagen zur Stationierung von Interkontinentalraketen beteiligt. Weitere Großprojekte waren die Trans-Alaska-Pipeline sowie die Wasserversorgung von Los Angeles.
1987 verkaufte US Steel das Unternehmen an private Investoren, welche sich hauptsächlich auf den Bau der Stahlskelette von Wolkenkratzern konzentrierten. 1989 wurde das Unternehmen von den heutigen Besitzern übernommen, welche einen schweren Start hatten, weil der Markt für Bürohochhäuser Ende der 80er Jahre zusammengebrochen war. Der Umsatz erreichte zeitweilig nur noch 30 Mio. $. Nach mehreren Wechseln des Vorstandsvorsitzenden konnte sich das Unternehmen 1993 wieder stabilisieren. Es befasste sich nun hauptsächlich mit dem Bau und der Renovierung von Brücken und weitete seine Tätigkeit in den Wasserbau aus.

## Repräsentative Projekte
(Die meisten Projekte wurden in den Vereinigten Staaten erstellt.)

### Brücken

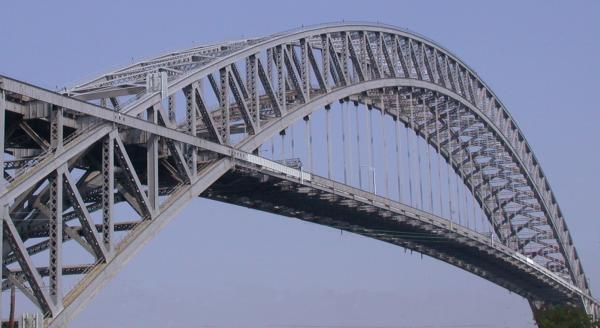
Bayonne Bridge

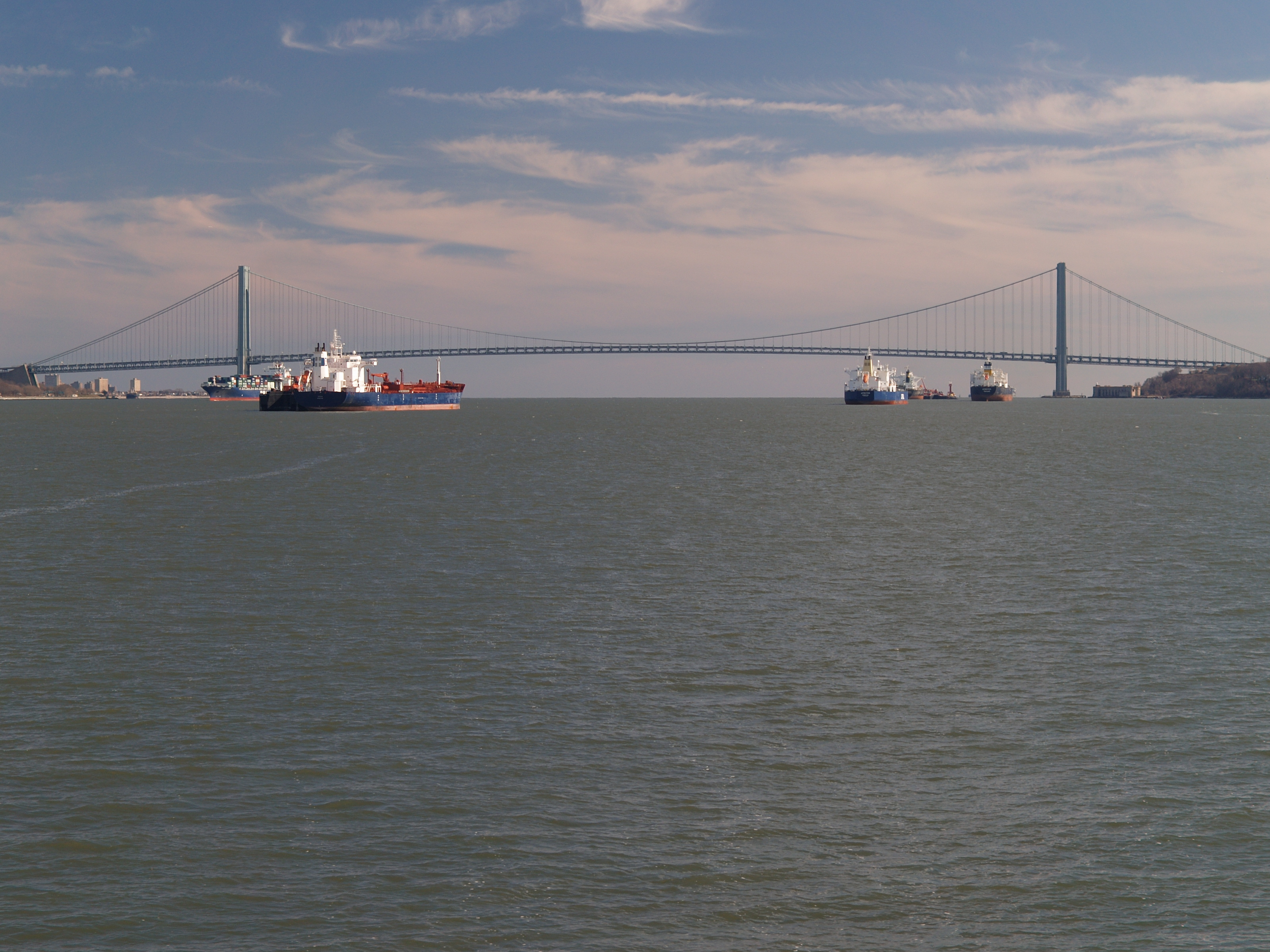
Verrazzano-Narrows Bridge

- Bayonne Bridge, New York City/New Jersey (1931)
- Bay Bridge, Bucht von San Francisco (1936)
- Delaware Memorial Bridge, Hängebrücke über den Delaware River, New Jersey/Delaware (1951)
- Wards Island Bridge, Fußgänger-Hub-Brücke über den Harlem River, New York City (1951)
- Tappan Zee Bridge, Auslegerbrücke, New York (Bundesstaat) (1955)
- Mackinac Bridge, Hängebrücke in Michigan (1957)
- Verrazzano-Narrows Bridge, Hängebrücke, New York (1964)
- Ponte 25 de Abril, Lissabon, Portugal (1966)
- Puente de Angostura, Ciudad Bolívar, Venezuela (1967)
- Astoria Bridge, Oregon/Washington (1966)
- Chesapeake Bay Bridge-Tunnel, Virginia (1964)
- Qotour-Talbrücke, Eisenbahnbrücke im Iran (1970)
- Sunshine Skyway Bridge, Schrägseilbrücke, Tampa Bay, Florida (1986)
- MacArthur Causeway, Miami, Florida (1997)
- Mike O’Callaghan-Pat Tillman Memorial Bridge (Hoover Dam Bypass), Nevada/Arizona (2010)

### Wolkenkratzer

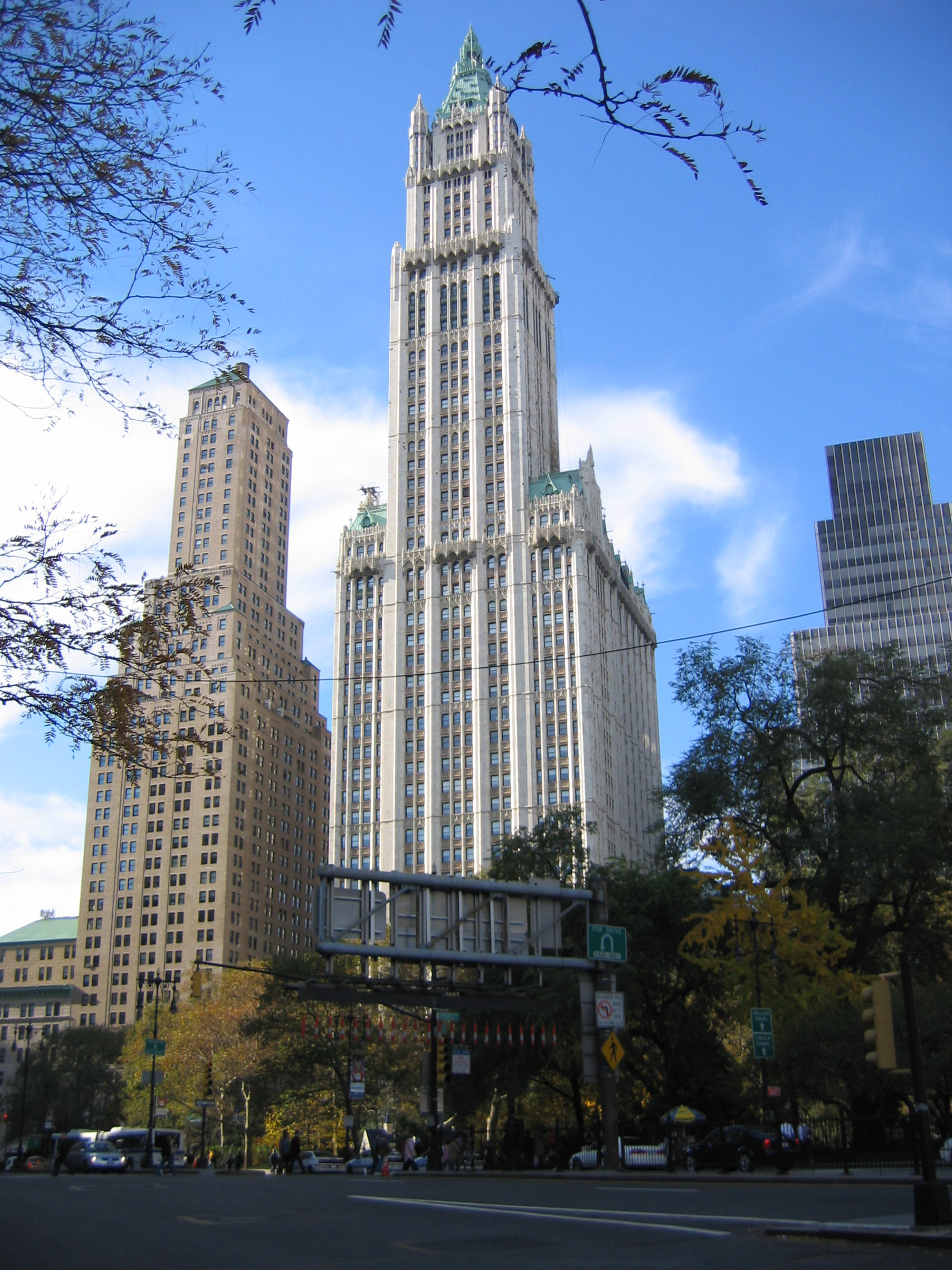
Woolworth Building, New York

Stahlskelette der folgenden Wolkenkratzer:
- Woolworth Building, New York City (1913)
- Chrysler Building, New York City (1930)
- Empire State Building, New York City (1931)
- Rockefeller Center, New York City (1939)
- UN-Hauptquartier, New York City (1951)
- John Hancock Center, Chicago (1969)
- Willis Tower, Chicago (1974)

### Militärschiffe
Während des Zweiten Weltkriegs:
- Panzerlandungsschiffe LST (119 Stück, 1941)
- Teile für zwölf Flugzeugträger

### Andere Großbauwerke
- Panamakanal (1914)
- Abschusseinrichtungen für Interkontinentalraketen (ab 1959)
- Kennedy Space Center, Weltraumbahnhof, Florida (1968)
- Trans-Alaska-Pipeline (1977)

### Andere Bauwerke
- Unisphere, New York City (1964)